# Naohito Hirai
Naohito Hirai (平井 直人 Hirai Naohito?), född 16 juli 1978 i Kyoto prefektur, är en japansk fotbollsspelare.
Hirai började sin karriär 1997 i Kyoto Purple Sanga (Kyoto Sanga FC). Han spelade 213 ligamatcher för klubben. Med Kyoto Purple Sanga vann han japanska cupen 2002. Efter Kyoto Sanga FC spelade han för Renofa Yamaguchi FC och Kataller Toyama.